# Швехтен, Франц
Франц Генрих Шве́хтен (нем. Franz Heinrich Schwechten; 12 августа 1841, Кёльн — 11 августа 1924, Берлин) — немецкий архитектор.
Получив образование в Берлинской архитектурной академии, Швехтен работал с Фридрихом Августом Штюлером и Мартином Гропиусом. В 1871 году Швехтен получил назначение главным архитектором Берлинско-Анхальтской железной дороги. С 1885 года преподавал в Высшей технической школе в Шарлоттенбурге. В 1888 году Швехтен получил звание королевского советника по строительству. Самый известный проект Швехтена — мемориальная церковь кайзера Вильгельма, возведённая в 1891—1895 годах.